# Lugny-Bourbonnais
Lugny-Bourbonnais település Franciaországban, Cher megyében. Lakosainak száma 34 fő (2021. január 1.). Lugny-Bourbonnais Blet, Charly, Cornusse, Osmery és Raymond községekkel határos.

## Népesség
A település népessége az elmúlt években az alábbi módon változott:
| Lakosok száma | 45   | 35   | 33   | 32   | 35   | 38   | 36   | 34   | 34   | 34   |
|               | 1968 | 1982 | 1990 | 2006 | 2011 | 2015 | 2016 | 2018 | 2019 | 2021 |